# Усаново
Усаново — деревня в Вышневолоцком районе Тверской области. Входит в состав Есеновического сельского поселения.

## История
В 1966 г. указом президиума ВС РСФСР деревня Пипиково переименована в Усаново, в память о Герое Советского Союза Усанове Константине Яковлевиче.

## Население
| 2010 |
| ---- |
| 1    |